# Puffotter
Die Puffotter (Bitis arietans, veraltet Bitis lachesis), auch Gemeine Puffotter, ist eine Giftschlange aus der Familie der Vipern, welche mit Ausnahme des Norden Afrikas, der inneren Sahara und der Regenwaldgebiete in ganz Afrika und Teilen der südwestlichen Arabischen Halbinsel vorkommt. Durch ihr stark wirkendes Hämotoxin, ihre weite Verbreitung und Häufigkeit ist sie für die meisten gefährlichen Giftschlangenbisse in Afrika verantwortlich.
Namensgebend sind die typischen Drohgebärden und -geräusche, die die Tiere bei einer Bedrohung produzieren. Dabei blähen sich die Schlangen auf und entlassen die Luft in lauten Zisch- und Knallgeräuschen (engl. „puffs“).

## Merkmale

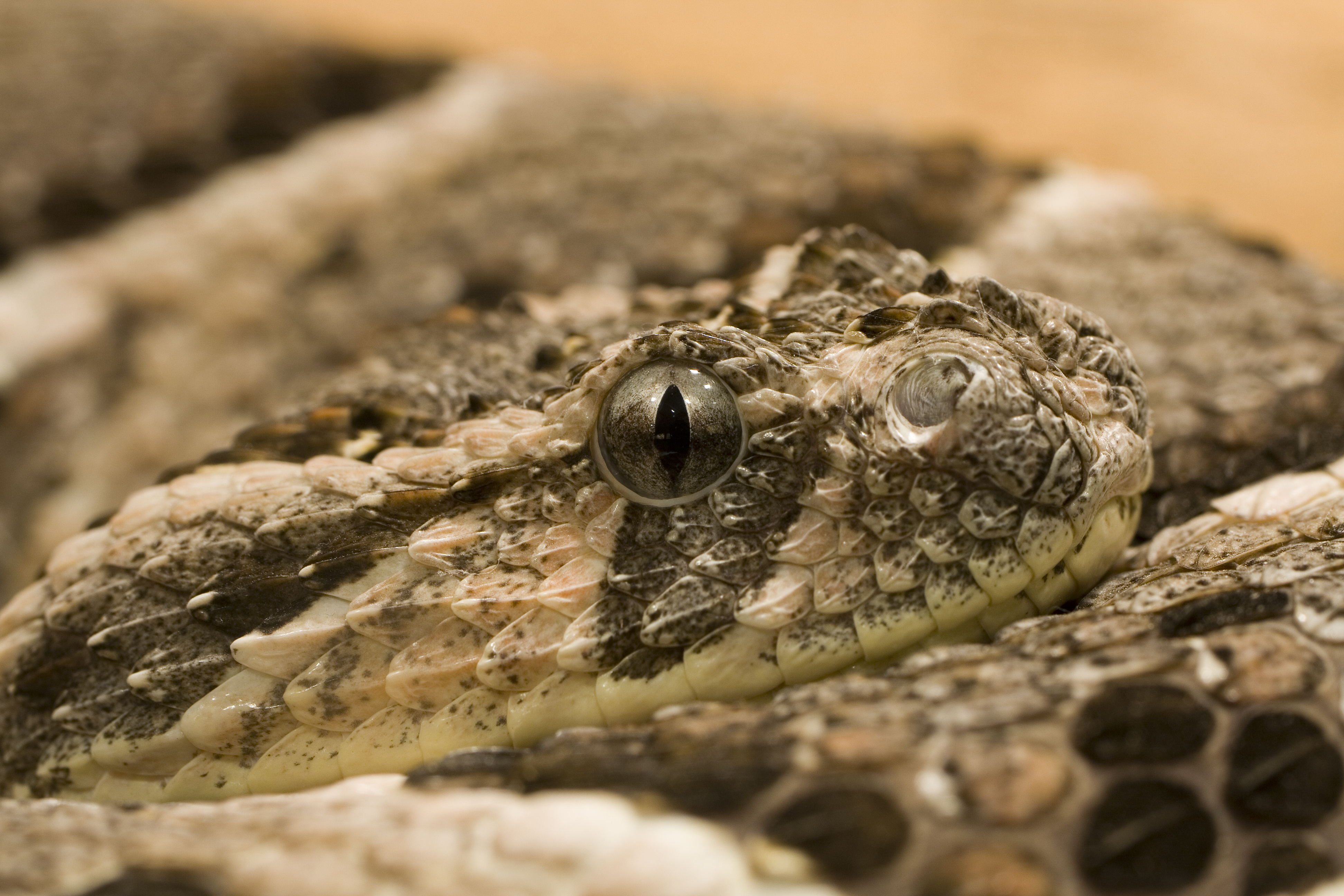
Kopf

Die Puffotter hat einen sehr gedrungenen, kräftigen Körper mit einem breiten, deutlich vom Hals abgesetzten, kurzen und flachen Kopf. Ihre Färbung ist variabel, wobei sich über den gesamten Körper bräunliche Querbinden auf einem grauen Untergrund ziehen. Ihre Schuppen sind gekielt. Die Unterart Bitis arietans somalica hat auch gekielte Subcaudalschilde.
Die Körpermitte umgeben 29 bis 41 Schuppenreihen. Es gibt 124 bis 147 Bauchschilde und 15 bis 39 Schwanzschilde. Der Schwanz der Männchen ist länger als der der Weibchen. Am Oberkiefer hat sie 12 bis 16 Oberlippenschilde, am Unterkiefer 14 bis 19 Unterlippenschilde. Das Auge ist von drei bis vier Schuppenreihen von den Oberlippenschilden getrennt. Die Augen weisen unter Lichteinfall eine senkrecht geschlitzte Pupille auf.
Schlangen dieser Art erreichen eine Länge von 90 bis 120 cm, west- und zentralafrikanische Puffottern bis zu 180 cm. Südarabische Puffottern werden dagegen nur 80 cm lang.
Puffottern verfügen über eine Form olfaktorischer Krypsis, was es nachgewiesenerweise selbst mit trainierten Hunden und Erdmännchen – beides geruchsbasierte Beutegreifer – schwierig gestaltet, sie aufzuspüren. Die exakte Funktionsweise dieser Fähigkeit ist unklar, aber es wird vermutet, dass sie mit einer niedrigen Stoffwechselrate sowie einem Ortswechsel nach Häutung und Defäkieren zusammenhängt.

## Verbreitung und Lebensraum

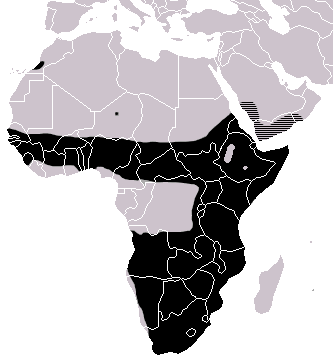
Verbreitungsgebiet der Puffotter

Das Verbreitungsgebiet der Art umfasst - mit Ausnahme der inneren Sahara, des Norden Afrikas (außer Süd-Marokko) und der Regenwaldgebiete - ganz Afrika, sowie Teile der südwestlichen Arabischen Halbinsel: Saudi-Arabien, Yemen und das Grenzgebiet mit Oman.
Die Puffotter bevorzugt offene Gebiete wie Savannen und Steppen, ist aber auch in lichten Wäldern, in Oasen, ausgetrockneten Flüssen und in der Nähe von menschlichen Siedlungen anzutreffen. Sie geht bis in eine Höhe von 3000 Metern, im südwestlichen Saudi-Arabien kommt die Art nur in Höhen über 1500 Metern mit ausreichendem Niederschlag vor.

## Lebensweise
Puffottern sind überwiegend nachtaktiv, werden aber vor allem in der Regenzeit tagsüber beim Sonnenbaden angetroffen. Sie verlassen ihren Schlupfwinkel auch in kalten Nächten. Sie ernähren sich von kleinen Säugetieren, vor allem von Nagern, sowie von Vögeln, Echsen, Schlangen und Amphibien. Auch Fische, Heuschrecken und Grillen werden gefressen. Puffottern sind Lauerjäger und warten, bis Beute in Reichweite kommt. In Nord- und Südafrika halten die Tiere eine Winterruhe.

## Fortpflanzung
Die Puffotter ist ovovivipar, bringt also lebende Jungtiere zur Welt, die nur von einer dünnen Embryonalhülle umgeben sind, die kurz nach der Geburt durchstoßen wird. Vor der Paarung fechten die Männchen Kommentkämpfe aus, bei denen sie sich nicht verletzen. In Südafrika ist die Paarungszeit von Oktober bis Dezember. Während der Monate Februar bis Mai bringt das Puffotter-Weibchen 30 bis 80 Jungtiere zur Welt. Diese sind bei der Geburt etwa 16 bis 25 Zentimeter lang.

## Giftigkeit
Die Puffotter ist für die meisten Giftschlangenbisse in Afrika verantwortlich. Die Giftzähne sind sehr lang, das gelbe Gift ist gewebezerstörend und hämotoxisch. Ein Giftbiss führt zu starken Blutungen im Gewebe und zum Teil massiven Nekrosen. Eine ausgewachsene Puffotter hat einen Giftvorrat, der ausreichend ist, um vier bis fünf Menschen zu töten. Sie ist nicht angriffslustig, beißt aber, wenn man ihr zu nahe kommt oder auf sie tritt.
Die Giftmenge, die bei einem Biss abgegeben werden kann, liegt nach Minton (1974) zwischen 160 und 200 mg (Trockengewicht).